# Route 66 (песня)
«Route 66», полное название «Get Your Kicks on Route 66» (с англ. — «Получи удовольствие на Трассе 66») — популярный джазовый (первоначально) стандарт, ставший в начале 1960-х годов, благодаря исполнению Чака Берри, стандартом в стиле ритм-н-блюз, а в конце десятилетия, после записи The Rolling Stones, — стандартом рок-н-ролла. Музыка и слова написаны в 1946 году американским пианистом, композитором и актёром Бобби Трупом в гармонии 12-тактового блюза. Текст посвящён поездке по федеральной автомагистрали — трассе 66, пересекающей США с востока на запад из Чикаго в Лос-Анджелес. Песня была исполнена Натом Кингом Коулом в составе King Cole Trio и тут же стала хитом, появившись в ведущих чартах. Впоследствии она исполнялась многими музыкантами, среди которых Бинг Кросби, Нэнси Синатра, Depeche Mode, Aerosmith и другими.

## История создания
Актёр и пианист Бобби Труп давно хотел попробовать свои силы в качестве автора музыки для кинематографа. Идея песни пришла к нему во время поездки с женой из Пенсильвании в Калифорнию. Путь начался на Шоссе 40 и продолжился по Трассе 66. Труп изначально решил написать мелодию о Шоссе 40, но супруга Синтия предложила другой сюжет и название — «Get Your Kicks on Route 66». В результате песня была написана за десять дней пути и завершена, когда пара прибыла в Лос-Анджелес. Стихи были посвящены главным остановкам в городах по маршруту: Сент-Луису, Джоплину (штат Миссури), Оклахома-Сити (Оклахома), Амарилло (Техас), Гэллап (Нью-Мексико), Флагстафф и Вайнона (Аризона), Барстоу и Сан-Бернардино (Калифорния). Из восьми штатов, через которые проходит маршрут трассы, в композиции не упомянут только Канзас и его города.

## Исполнители песни
Первым композицию записал и практически прославил её Нат Кинг Коул в 1946 году. Десять лет спустя он перезаписал её для альбома «After Midnight», а ещё позже в 1961 году для «The Nat King Cole Story». Свою версию в 1959 году издал Перри Комо (альбом «Como Swings»), где исполнение стало более лиричным. Чак Берри практически переосмыслил песню, превратив её в один из классических стандартов ритм-н-блюза, а позже и рок-н-рола. Не только американские исполнители, но и популярные группы из так называемого Британского вторжения Them и The Rolling Stones регулярно включали хит в свой репертуар, издав «Route 66» не менее, чем в 6 вариантах: студийных альбомах — «The Rolling Stones» (американская версия — «England’s Newest Hit Makers The Rolling Stones»), «The Rolling Stones A Special Radio Promotion Album», «Rock’n’Rolling Stones»; концертные варианты: «Got Live If You Want It! (EP)», «December’s Children (And Everybody’s)».
В исполнении The Manhattan Transfer песня была использована в приключенческом фильме «Команда Шарки» (1981 год), а в 1983 году получила Премию «Грэмми» за лучшее джазовое исполнение дуэтом или группой. В комедии «Нечего терять» 1997 года песня звучит в исполнении Марка Леннона. В полнометражном мультипликационном фильме «Тачки» (2006 год) звучит версия Чака Берри 1961 года.
Вариации на тему композиции включали в свои выступления музыканты (главным образом джазовые) из СССР и России: Ким Назаретов, биг-бэнд Георгия Гараняна, Давид Голощёкин и Ленинградский диксиленд, Борис Фрумкин и другие. В 2021 году кавер на эту композицию в главном вокальном шоу страны Голос Дети — 8 сезон (2021) исполнила Ксюша Коваленко.
Наиболее известные из исполнителей стандарта (в алфавитном порядке русскоязычного перевода):

| Группы: - Aerosmith - The Cramps - Dead Boys - Depeche Mode - Dr. Feelgood - Half Japanese - Hot Zex - The Manhattan Transfer - Outlaws - Tom Petty and the Heartbreakers - The Replacements - Rockfour - The Rolling Stones - Skrewdriver - The Strypes - Téléphone - Them - U.K. Subs - Yo La Tengo | Исполнители: - Чак Берри - Гарри Джеймс - Скэтмэн Джон - Бакуит Зидеко - Крис Коннор - Натали Коул - Бинг Кросби и Сёстры Эндрюс - Марк Леннон - Джерри Ли Льюис - Джордж Махарис - Джон Клейтон Мейер - Паппо - Джейн Пауэлл - Брэд Пейсли - Джон Пиццарелли - Луи Прима - Нэнси Синатра - Мел Торме |